# Општина Креака (Салаж)
Креака (рум. Creaca) општина је у Румунији у округу Салаж.
Oпштина се налази на надморској висини од 223 m.